# Fibrinolyse
Fibrinolyse is het proces waarbij bloedstolsels langzaam worden afgebroken.
Dit is het tegenovergestelde van bloedstolling.
Een te hoge fibrinolyse-activiteit zorgt voor bloedingsneigingen terwijl een te lage activiteit kan zorgen voor trombose.